# トロワリヴィエール
トロワ・リヴィエール（フランス語: Trois-Rivières）は、カナダのケベック州・モリシー地域にある都市。人口は13万4413人（2016年）。サン・ローラン川（セント・ローレンス川）とサン・モーリス川の合流地点にあり、サン・ローラン川に沿ってモントリオールとケベック・シティのほぼ中間に位置する。都市の名は、フランス語で「3本の川」を意味し、サン・モーリス川がサン・ローラン川に注ぐ河口の流れが3つに分岐して流れ込むことに由来する。

## 歴史
このエリアはもともとアルゴンキン族の夏の停留地としてしばしば使われていた。フランスの探検家ジャック・カルティエが1535年にこの土地を紹介し、1603年にセント・ローレンス川沿いを測量・調査していたサミュエル・ド・シャンプランによってこの土地に入植地を作ることが奨励されたのが街の起こり。1634年より入植が始まり、ニュー・フランス内ではケベック・シティに次いで2番目の都市となり、その歴史はモントリオールなどよりも古い。交通の要所に位置し、植民地内では貿易などで重要な役割を果たし、1665年、この入植地には地域の行政府が敷かれた。1697年にはウルスリンヌ修道女が初めて入植。これにより学校が創設されたほか、アルゴンキン族、メティへのキリスト教の布教が行われた。このフランスによる統治はイギリスに征服される1760年まで続く。街の発展は続き、1792年に司法管轄地区、1852年にローマ・カトリックの司教管区がおかれる。
1908年に、街は大火災に遭い、入植時代からある歴史的な建物の多くが焼けてしまう。わずかに残ったものにウルスリンヌ修道院などがある。この火災による焼失で大規模な都市計画が実行され、道路なども新しく整備された。これに伴い多くのビジネスや産業が街に興り、新しい移住者を惹きつける結果となる。
1967年12月、サン・ローラン川にかかるラバイオレット橋（Pont Laviolette）が完成し、トロワ・リビエールからも川の南岸へ行き来できるようになった。これによりトロワ・リヴィエールとベキャンクール（Bécancour）間へのアクセスが容易になった。
今では商業や貿易、人口などの面において、入植当初の重要性はケベック州の2大都市、モントリオールとケベック・シティに明け渡す形になったが、ケベック州内における中規模な中核都市、サグネやシェルブルック、ガティノーと並ぶ都市として今も残っている。

## 経済
パルプと製紙産業が1930年代より盛んなほか、金属加工、電子機器、プラスチック、穀物生産、家具製造などが主な産業である。

## 気候
| トロワリヴィエールの気候の気候                                  | トロワリヴィエールの気候の気候 | トロワリヴィエールの気候の気候 | トロワリヴィエールの気候の気候 | トロワリヴィエールの気候の気候 | トロワリヴィエールの気候の気候 | トロワリヴィエールの気候の気候 | トロワリヴィエールの気候の気候 | トロワリヴィエールの気候の気候 | トロワリヴィエールの気候の気候 | トロワリヴィエールの気候の気候 | トロワリヴィエールの気候の気候 | トロワリヴィエールの気候の気候 | トロワリヴィエールの気候の気候 |
| 月                                                              | 1月                            | 2月                            | 3月                            | 4月                            | 5月                            | 6月                            | 7月                            | 8月                            | 9月                            | 10月                           | 11月                           | 12月                           | 年                             |
| --------------------------------------------------------------- | ------------------------------ | ------------------------------ | ------------------------------ | ------------------------------ | ------------------------------ | ------------------------------ | ------------------------------ | ------------------------------ | ------------------------------ | ------------------------------ | ------------------------------ | ------------------------------ | ------------------------------ |
| 最高気温記録 °C （°F）                                          | 13.0 (55.4)                    | 11.1 (52)                      | 20.0 (68)                      | 31.5 (88.7)                    | 33.3 (91.9)                    | 34.5 (94.1)                    | 37.8 (100)                     | 36.1 (97)                      | 32.5 (90.5)                    | 28.9 (84)                      | 22.2 (72)                      | 14.6 (58.3)                    | 37.8 (100)                     |
| 平均最高気温 °C （°F）                                          | −7.1 (19.2)                    | −4.4 (24.1)                    | 1.4 (34.5)                     | 9.9 (49.8)                     | 18.2 (64.8)                    | 23.3 (73.9)                    | 25.5 (77.9)                    | 24.4 (75.9)                    | 19.4 (66.9)                    | 11.9 (53.4)                    | 4.1 (39.4)                     | −3.1 (26.4)                    | 10.3 (50.5)                    |
| 日平均気温 °C （°F）                                            | −12.1 (10.2)                   | −9.7 (14.5)                    | −3.6 (25.5)                    | 4.8 (40.6)                     | 12.3 (54.1)                    | 17.6 (63.7)                    | 20.0 (68)                      | 18.9 (66)                      | 14.2 (57.6)                    | 7.4 (45.3)                     | 0.5 (32.9)                     | −7.4 (18.7)                    | 5.2 (41.4)                     |
| 平均最低気温 °C （°F）                                          | −17.1 (1.2)                    | −14.9 (5.2)                    | −8.6 (16.5)                    | −0.3 (31.5)                    | 6.3 (43.3)                     | 11.8 (53.2)                    | 14.4 (57.9)                    | 13.4 (56.1)                    | 8.9 (48)                       | 2.8 (37)                       | −3.1 (26.4)                    | −11.6 (11.1)                   | 0.2 (32.4)                     |
| 最低気温記録 °C （°F）                                          | −41.1 (−42)                    | −41.7 (−43.1)                  | −35.0 (−31)                    | −20.0 (−4)                     | −7.8 (18)                      | −1.5 (29.3)                    | 3.5 (38.3)                     | 0.0 (32)                       | −7.2 (19)                      | −11.7 (10.9)                   | −27.2 (−17)                    | −35.6 (−32.1)                  | −41.7 (−43.1)                  |
| 降水量 mm （inch）                                              | 82.9 (3.264)                   | 68.8 (2.709)                   | 75.6 (2.976)                   | 79.2 (3.118)                   | 96.3 (3.791)                   | 107.0 (4.213)                  | 116.8 (4.598)                  | 101.3 (3.988)                  | 100.6 (3.961)                  | 98.4 (3.874)                   | 102.4 (4.031)                  | 93.4 (3.677)                   | 1,122.8 (44.205)               |
| 雨量 mm （inch）                                                | 24.5 (0.965)                   | 19.5 (0.768)                   | 32.0 (1.26)                    | 66.8 (2.63)                    | 96.3 (3.791)                   | 107.0 (4.213)                  | 116.8 (4.598)                  | 101.3 (3.988)                  | 100.6 (3.961)                  | 95.7 (3.768)                   | 75.4 (2.969)                   | 28.1 (1.106)                   | 863.9 (34.012)                 |
| 降雪量 cm （inch）                                              | 58.5 (23.03)                   | 49.3 (19.41)                   | 43.6 (17.17)                   | 12.5 (4.92)                    | 0.0 (0)                        | 0.0 (0)                        | 0.0 (0)                        | 0.0 (0)                        | 0.0 (0)                        | 2.8 (1.1)                      | 27.1 (10.67)                   | 65.3 (25.71)                   | 259.0 (101.97)                 |
| 平均降水日数 （≥0.2 mm）                                        | 13.9                           | 11.9                           | 11.1                           | 11.9                           | 14.4                           | 14.4                           | 15.0                           | 12.8                           | 12.8                           | 14.3                           | 14.4                           | 14.2                           | 161.1                          |
| 平均降雨日数 （≥0.2 mm）                                        | 2.9                            | 2.6                            | 5.4                            | 10.5                           | 14.4                           | 14.4                           | 15.0                           | 12.8                           | 12.8                           | 14.2                           | 10.4                           | 4.0                            | 119.5                          |
| 平均降雪日数 （≥0.2 cm）                                        | 12.3                           | 10.3                           | 7.0                            | 2.7                            | 0.07                           | 0.0                            | 0.0                            | 0.0                            | 0.0                            | 0.65                           | 5.6                            | 11.5                           | 50.2                           |
| 平均月間日照時間                                                | 84.5                           | 110.4                          | 157.3                          | 166.9                          | 208.7                          | 220.9                          | 257.9                          | 205.3                          | 158.2                          | 121.3                          | 69.3                           | 62.2                           | 1,823.1                        |
| 日照率                                                          | 30.1                           | 37.9                           | 42.7                           | 41.1                           | 45.0                           | 46.9                           | 54.1                           | 46.8                           | 41.9                           | 35.8                           | 24.4                           | 23.1                           | 39.1                           |
| 出典：en:Environment Canada (Sunshine data recorded at Nicolet) |                                |                                |                                |                                |                                |                                |                                |                                |                                |                                |                                |                                |                                |

## 交通

### 空港
- トロワ・リヴィエール空港（w:Trois-Rivières Airport、IATA空港コード：YRQ, ICAO空港コード：CYRQ）

## 観光地
- ノートルダム・ド・キャップ（Sanctuaire Notre-Dame du Cap ） - ケベック州3大巡礼地の1つ。
- ウルスリンヌ修道院博物館（Musée des Ursulines ）

## 行政
2002年に6つの周辺都市と地域を合併した。

## 教育
- ケベック大学トロワ・リヴィエール校（w:Université du Québec à Trois-Rivières）

## 民族
民族/人口/割合
- カナダ　　　　　112,300 （83.40%）
- フランス系 	　　44,075 （32.73%）
- アイルランド系　3,030 （2.25%）
- 北米先住民 	　　1,645 （1.22%）
- ケベック人	　　 1,620 （1.20%）
- イギリス系 	　　1,380 （1.02%）

（2001年カナダ統計局の統計に基づく。注：フランス系カナダ人はカナダ、フランス系、それぞれに含まれる。このため、割合の合計は100%を越える）

### 宗教
- カトリック教徒: 92.4%
- プロテスタント教徒: 1.9%
- 無宗教: 4.3%

## 出身者
- ジャン・ベリヴォー - アイスホッケー選手
- モーリス・デュプレシ - 政治家
- エリッサ・アラリー - ラグビー選手

## 参照
1. ↑  "Trois-Rivières, V [Subdivision de recensement], Québec et Francheville, CDR [Division de recensement], Québec (tableau)". Statistique Canada. Profil du recensement, Recensement de 2016. 2017. 2017年9月4日閲覧。.
2. ↑  “Trois-Rivières”. Canadian Climate Normals 1981–2010.  en:Environment Canada. 2014年5月12日閲覧。
3. ↑  “Cap De La Madeleine”. Canadian Climate Data.  en:Environment Canada. 2017年1月11日閲覧。
4. ↑  “Trois Rivieres”. Canadian Climate Data.  en:Environment Canada. 2017年1月11日閲覧。
5. ↑  “Daily Data Report for December 2015”. Canadian Climate Data.  en:Environment Canada. 2017年1月11日閲覧。
6. ↑  “Nicolet”. Canadian Climate Normals 1981–2010.  en:Environment Canada. 2017年1月11日閲覧。